# Йоханнесен, Сюни
Сю́ни Фру́йи Йоха́ннесен (фар. Súni Fríði Johannesen; род. 20 октября 1972, Тофтир, Эстурой) — бывший фарерский футболист, тренер и судья. Один из лучших игроков в истории клуба «Б68» и всего фарерского футбола.

## Карьера игрока

### Клубная
Сюни начинал карьеру в «Б68» из своей родной деревни Тофтир, а во взрослом футболе дебютировал за рунавуйкский «НСИ»: 6 мая 1989 года он принял участие в матче первого дивизиона против второй команды «Б36» и забил гол. Всего в своём первом сезоне Сюни забил 2 гола в 3 встречах, играя при этом центрального защитника. В 1990 году он провёл 6 игр в первой фарерской лиге, забив 1 мяч, а его клуб повысился в классе. 2 июня 1991 года Сюни сыграл дебютную игру в чемпионате Фарерских островов, выйдя на замену в матче против «МБ». Он выступал за «НСИ» преимущественно в центре защиты и полузащиты.
В 1992 году Сюни перешёл в «Б68», где его изначально видели игроком опорной зоны. Он провёл 16 игр и забил 4 гола, а «Б68» стал чемпионом архипелага. В сезоне-1993 главный тренер Йегван Норбю стал наигрывать Сюни на позиции нападающего. Новоиспечённый форвард отметился 7 забитыми мячами в 17 встречах высшего дивизиона. В том же сезоне состоялся его дебют в еврокубках: он сыграл в обоих матчах квалификации Лиги чемпионов против хорватской «Кроации». В 1994 году Сюни впервые в карьере принял участие во всех 18 матчах чемпионата Фарерских островов и забил 4 гола. В сезоне-1995 он установил рекорд турнира, отличившись 24 раза в 17 встречах. Это достижение держалось 24 года и было превзойдено Кляминтом Ольсеном. 6 июля 1996 года в поединке Кубка Интертото против кипрского «Аполлона» Сюни стал автором первого гола тофтирцев в еврокубках. В чемпионате того сезона форвард отличился 3 раза в 7 встречах.
Затем он был вынужден вернуться в Рунавуйк по семейным обстоятельствам и провёл год в «НСИ», внеся свой вклад в возвращение «пчёл» в класс сильнейших. В августе 1997 года Сюни вновь стал игроком «Б68», забив 4 гола в 9 матчах второй половины сезона. В 1998 году Сюни перебрался в столичный «ХБ». В своём первом сезоне за «красно-чёрных» он отметился 18 забитыми голами в 18 встречах высшей лиги, а также отметился дублем в матче Кубка УЕФА с финским «ВПС». По итогам сезона «ХБ» стал чемпионом и обладателем Кубка Фарерских островов. В 1999 году форвард провёл 15 игр в высшем дивизионе и забил 10 голов.
В сезоне-2000 Сюни снова вернулся в «Б68». Он стал лучшим бомбардиром чемпионата, отметившись 16 забитыми мячами в 17 матчах турнира. В следующем году нападающий в тех же 17 встречах фарерского первенства поразил ворота соперников 10 раз, а также забил свой 4-й мяч в еврокубках, поразив ворота «Локерена» в матче Кубка Интертото. Сезон-2002 Сюни провёл в стане «ГИ» и забил 7 голов в 17 встречах чемпионата. В 2003 году он в очередной раз стал игроком «Б68», приняв участие в 17 матчах высшего фарерского дивизиона и отличившись в них 6 раз. Сезон-2004 Сюни начинал основным нападающим тофтирцев, сыграв в 2 матчах чемпионата и 4 кубковых встречах. Затем он решил уйти из команды. Несмотря на активный интерес со стороны клаксвуйкского «КИ», он принял предложение вернуться в «НСИ», но в итоге не пригодился «пчёлам», сыграв в всего 4 встречах премьер-лиги и забив 1 мяч.
В 2005 году Сюни присоединился к клубу «АБ», выступавшему в первом дивизионе. Форвард забил 31 гол в 18 встречах и стал лучшим бомбардиром турнира, а «АБ» по итогам сезона занял 2-е место и повысился в классе. В следующем году нападающий вернулся в «Б68», чтобы помочь клубу в борьбе за выживание в премьер-лиге. Он принял участие во всех 27 матчах чемпионата и отличился 15 раз, однако его усилий оказалось недостаточно, и «Б68» вылетел в первый дивизион. В первой половине сезона-2007 Сюни выступал за «АБ», совмещая карьеру футболиста с должностью помощника главного тренера. Он сыграл 12 встреч в премьер-лиге и забил 6 голов. Вторую половину сезона нападающий провёл в «ФС», отметившись 3 мячами в 13 матчах первого дивизиона.
В 2008 году состоялось последнее возвращение нападающего в «Б68». 30 апреля он сыграл за них последний матч, это была встреча против «Скалы» в рамках фарерской премьер-лиги. Затем Сюни стал играющим тренером второй команды «Б68», где провёл 2 сезона и забил 15 голов в 47 играх первой лиги. Ещё полтора сезона он занимал аналогичную должность в дублирующем составе «07 Вестур», приняв участие в 21 игре первой и второй лиг, отметившись 2 голами. В августе 2011 года Сюни присоединился к «Хойвуйку», за который провёл 6 встреч и забил 2 мяча. В 2012—2014 годах он был играющим тренером «МБ», но провёл только 1 игру. Свой последний матч в карьере Сюни провёл в 2015 году: он вышел в дублирующем составе «Б68» на игру второго дивизиона против третьей команды клаксвуйкского «КИ» в качестве вратаря и пропустил 2 мяча.

### Международная
В составе национальной сборной Фарерских островов Сюни дебютировал 11 августа 1993 года в товарищеской встрече со сборной Норвегии: он появился на поле на 61-й минуте вместо Уни Арге. 2 сентября 1995 года Сюни вышел в стартовом составе в матче с исландцами и был заменён Хери Ольсеном на 63-й минуте. Эта встреча стала для Сюни последней в футболке фарерской национальной команды, поскольку затем он принял решение закончить международную карьеру из-за слабого здоровья матери.

## Тренерская карьера
В 2007 году Сюни занимал должность ассистента в тренерском штабе «АБ». В следующем году он был назначен главным тренером второй команды «Б68». Он отработал 2 сезона в стане тофтирцев и получил тренерскую лицензию категории B на втором году своего наставничества. 2010 году Сюни возглавил дублирующий состав «07 Вестур». По итогам своего первого сезона он поднялся с «07 Вестур II» в первый дивизион. В июне 2011 года его уволили. В августе того же года Сюни встал у руля «Хойвуйка» из той же лиги, но не смог спасти команду от понижения, и ушёл в конце сезона.
В 2012 году он возглавил «МБ» из третьего дивизиона. За 3 года ему удалось довести «сине-белых» до победы во втором дивизионе, после чего тренер перебрался в «Б68». В первом же сезоне Сюни вывел тофтирцев в премьер-лигу, но был отправлен в отставку, так как клубное правление ожидало от него победы в первом дивизионе, а в итоге клуб занял 2-е место. Ещё одним поводом для увольнения послужило отсутствие тренерской лицензии уровня высшей лиги. В 2016 году Сюни вернулся в третий дивизион, став тренировать «Ундри». В сезоне-2017 их тренерский тандем с Арнаром Логнбергом привёл этот клуб к победе в третьей лиге. Затем Логнберг стал «Ундри» в одиночку, а Сюни прекратил тренерскую деятельность.

## Судейская карьера
В разные годы он выступал футбольным арбитром от клубов «Б68», «АБ», «07 Вестур», «МБ» и «Ундри». Сюни дебютировал в качестве главного арбитра 25 августа 1996 года, отработав встречу второго дивизиона между второй командой «ГИ» и «Фрамом». В своём первом сезоне он отсудил 3 футбольных матча. В 1997 и 2005 годах Сюни суммарно проработал на 12 играх низших фарерских дивизионов. Сюни начал активно судить в 2011 году: за 5 сезонов он работал главным арбитром на 147 матчах первого и второго дивизионов, а также Кубка Фарерских островов. Сюни закончил судейскую карьеру в 2017 году.

## Статистика выступлений

### Клубная
| Выступление      | Выступление      | Выступление      | Лига | Лига | Кубки | Кубки | Еврокубки | Еврокубки | Прочие | Прочие | Итого | Итого |
| Клуб             | Лига             | Сезон            | Игры | Голы | Игры  | Голы  | Игры      | Голы      | Игры   | Голы   | Игры  | Голы  |
| ---------------- | ---------------- | ---------------- | ---- | ---- | ----- | ----- | --------- | --------- | ------ | ------ | ----- | ----- |
| НСИ Рунавик      | Первый дивизион  | 1989             | 3    | 2    | 0     | 0     | 0         | 0         | 0      | 0      | 3     | 2     |
| НСИ Рунавик      | Первый дивизион  | 1990             | 6    | 1    | 1     | 0     | 0         | 0         | 0      | 0      | 7     | 1     |
| НСИ Рунавик      | Премьер-лига     | 1991             | 4    | 1    | 1     | 0     | 0         | 0         | 0      | 0      | 5     | 1     |
| НСИ Рунавик      | Итого            | Итого            | 13   | 4    | 2     | 0     | 0         | 0         | 0      | 0      | 15    | 4     |
| Б68              | Премьер-лига     | 1992             | 16   | 4    | 2     | 1     | 0         | 0         | 0      | 0      | 18    | 5     |
| Б68              | Премьер-лига     | 1993             | 17   | 7    | 1     | 0     | 2         | 0         | 0      | 0      | 20    | 7     |
| Б68              | Премьер-лига     | 1994             | 18   | 4    | 1     | 0     | 0         | 0         | 0      | 0      | 19    | 4     |
| Б68              | Премьер-лига     | 1995             | 17   | 24   | 10    | 9     | 0         | 0         | 0      | 0      | 27    | 33    |
| Б68              | Премьер-лига     | 1996             | 7    | 3    | 7     | 3     | 4         | 1         | 0      | 0      | 18    | 7     |
| Б68              | Итого            | Итого            | 75   | 42   | 21    | 13    | 6         | 1         | 0      | 0      | 102   | 56    |
| НСИ Рунавик      | Первый дивизион  | 1996             | 7    | 6    | 0     | 0     | 0         | 0         | 0      | 0      | 7     | 6     |
| НСИ Рунавик      | Премьер-лига     | 1997             | 9    | 3    | 8     | 8     | 0         | 0         | 0      | 0      | 17    | 11    |
| НСИ Рунавик      | Итого            | Итого            | 16   | 9    | 8     | 8     | 0         | 0         | 0      | 0      | 24    | 17    |
| Б68              | Премьер-лига     | 1997             | 9    | 4    | 0     | 0     | 0         | 0         | 0      | 0      | 9     | 4     |
| Б68              | Итого            | Итого            | 9    | 4    | 0     | 0     | 0         | 0         | 0      | 0      | 9     | 4     |
| ХБ Торсхавн      | Премьер-лига     | 1998             | 18   | 18   | 10    | 7     | 2         | 2         | 0      | 0      | 30    | 27    |
| ХБ Торсхавн      | Премьер-лига     | 1999             | 15   | 10   | 8     | 3     | 2         | 0         | 0      | 0      | 25    | 13    |
| ХБ Торсхавн      | Итого            | Итого            | 33   | 28   | 18    | 10    | 4         | 2         | 0      | 0      | 55    | 40    |
| Б68              | Премьер-лига     | 2000             | 17   | 16   | 7     | 5     | 0         | 0         | 0      | 0      | 24    | 21    |
| Б68              | Премьер-лига     | 2001             | 17   | 10   | 1     | 0     | 2         | 1         | 0      | 0      | 20    | 11    |
| Б68              | Итого            | Итого            | 34   | 26   | 8     | 5     | 2         | 1         | 0      | 0      | 44    | 32    |
| ГИ Гёта          | Премьер-лига     | 2002             | 17   | 7    | 6     | 3     | 1         | 0         | 0      | 0      | 24    | 10    |
| ГИ Гёта          | Итого            | Итого            | 17   | 7    | 6     | 3     | 1         | 0         | 0      | 0      | 24    | 10    |
| Б68              | Премьер-лига     | 2003             | 17   | 6    | 7     | 3     | 0         | 0         | 0      | 0      | 24    | 9     |
| Б68              | Премьер-лига     | 2004             | 2    | 0    | 4     | 0     | 0         | 0         | 0      | 0      | 6     | 0     |
| Б68              | Итого            | Итого            | 19   | 6    | 11    | 3     | 0         | 0         | 0      | 0      | 30    | 9     |
| НСИ Рунавик      | Премьер-лига     | 2004             | 4    | 1    | 0     | 0     | 1         | 0         | 0      | 0      | 5     | 1     |
| НСИ Рунавик      | Итого            | Итого            | 4    | 1    | 0     | 0     | 1         | 0         | 0      | 0      | 5     | 1     |
| АБ Аргир         | Первый дивизион  | 2005             | 18   | 31   | 1     | 0     | 0         | 0         | 0      | 0      | 19    | 31    |
| АБ Аргир         | Итого            | Итого            | 18   | 31   | 1     | 0     | 0         | 0         | 0      | 0      | 19    | 31    |
| Б68              | Премьер-лига     | 2006             | 27   | 15   | 2     | 1     | 0         | 0         | 0      | 0      | 29    | 16    |
| Б68              | Итого            | Итого            | 27   | 15   | 2     | 1     | 0         | 0         | 0      | 0      | 29    | 16    |
| АБ Аргир         | Премьер-лига     | 2007             | 12   | 6    | 2     | 1     | 0         | 0         | 0      | 0      | 14    | 7     |
| АБ Аргир         | Итого            | Итого            | 12   | 6    | 2     | 1     | 0         | 0         | 0      | 0      | 14    | 7     |
| ФС Воар          | Первый дивизион  | 2007             | 13   | 3    | 0     | 0     | 0         | 0         | 0      | 0      | 13    | 3     |
| ФС Воар          | Итого            | Итого            | 13   | 3    | 0     | 0     | 0         | 0         | 0      | 0      | 13    | 3     |
| Б68              | Премьер-лига     | 2008             | 1    | 0    | 0     | 0     | 0         | 0         | 0      | 0      | 1     | 0     |
| Б68              | Итого            | Итого            | 1    | 0    | 0     | 0     | 0         | 0         | 0      | 0      | 1     | 0     |
| Б68 II           | Первый дивизион  | 2008             | 22   | 8    | 0     | 0     | 0         | 0         | 0      | 0      | 22    | 8     |
| Б68 II           | Первый дивизион  | 2009             | 25   | 7    | 0     | 0     | 0         | 0         | 0      | 0      | 25    | 7     |
| Б68 II           | Итого            | Итого            | 47   | 15   | 0     | 0     | 0         | 0         | 0      | 0      | 47    | 15    |
| 07 Вестур II     | Второй дивизион  | 2010             | 13   | 2    | 0     | 0     | 0         | 0         | 0      | 0      | 13    | 2     |
| 07 Вестур II     | Первый дивизион  | 2011             | 8    | 0    | 0     | 0     | 0         | 0         | 0      | 0      | 8     | 0     |
| 07 Вестур II     | Итого            | Итого            | 21   | 2    | 0     | 0     | 0         | 0         | 0      | 0      | 21    | 2     |
| Хойвуйк          | Первый дивизион  | 2011             | 6    | 2    | 0     | 0     | 0         | 0         | 0      | 0      | 6     | 2     |
| Хойвуйк          | Итого            | Итого            | 6    | 2    | 0     | 0     | 0         | 0         | 0      | 0      | 6     | 2     |
| МБ Мивоавур      | Третий дивизион  | 2012             | 0    | 0    | 1     | 0     | 0         | 0         | 0      | 0      | 1     | 0     |
| МБ Мивоавур      | Второй дивизион  | 2013             | 1    | 0    | 0     | 0     | 0         | 0         | 0      | 0      | 1     | 0     |
| МБ Мивоавур      | Второй дивизион  | 2014             | 0    | 0    | 0     | 0     | 0         | 0         | 0      | 0      | 0     | 0     |
| МБ Мивоавур      | Итого            | Итого            | 1    | 0    | 1     | 0     | 0         | 0         | 0      | 0      | 2     | 0     |
| Б68 II           | Второй дивизион  | 2015             | 1    | -2   | 0     | 0     | 0         | 0         | 0      | 0      | 1     | -2    |
| Б68 II           | Итого            | Итого            | 1    | -2   | 0     | 0     | 0         | 0         | 0      | 0      | 1     | -2    |
| Всего за карьеру | Всего за карьеру | Всего за карьеру | 367  | 201  | 80    | 44    | 14        | 4         | 0      | 0      | 461   | 249   |

### Международная
| Матчи и голы Сюни Йоханнесена за национальную сборную Фарерских островов | Матчи и голы Сюни Йоханнесена за национальную сборную Фарерских островов | Матчи и голы Сюни Йоханнесена за национальную сборную Фарерских островов | Матчи и голы Сюни Йоханнесена за национальную сборную Фарерских островов | Матчи и голы Сюни Йоханнесена за национальную сборную Фарерских островов | Матчи и голы Сюни Йоханнесена за национальную сборную Фарерских островов |
| №                                                                        | Дата                                                                     | Оппонент                                                                 | Счёт                                                                     | Голы                                                                     | Соревнование                                                             |
| ------------------------------------------------------------------------ | ------------------------------------------------------------------------ | ------------------------------------------------------------------------ | ------------------------------------------------------------------------ | ------------------------------------------------------------------------ | ------------------------------------------------------------------------ |
| 1                                                                        | 11 августа 1993                                                          | Норвегия                                                                 | 0:7                                                                      | —                                                                        | Товарищеский матч                                                        |
| 2                                                                        | 2 июля 1995                                                              | Исландия                                                                 | 0:2                                                                      | —                                                                        | Товарищеский матч                                                        |

Итого: 2 матча и 0 голов; 0 побед, 0 ничьих, 2 поражения.

## Достижения

### В качестве игрока

#### Командные
«НСИ Рунавик»
- Победитель первого дивизиона (2): 1990, 1996

 «Б68»
- Чемпион Фарерских островов (1): 1992

 «ХБ Торсхавн»
- Чемпион Фарерских островов (1): 1998
- Обладатель Кубка Фарерских островов (1): 1998

#### Личные
- Лучший бомбардир чемпионата Фарерских островов (2): 1995, 2000
- Лучший бомбардир первого дивизиона (1): 2005

### Тренерские

#### Командные
«МБ Мивоавур»
- Победитель второго дивизиона (1): 2014

 «Ундри»
- Победитель третьего дивизиона (1): 2017

## Личная жизнь
Отец Сюни Хеннинг Йоханнесен занимался футболом и греблей. Он был одним из основателей клубов «НСИ» и «Б68». Хеннинг умер в 1983 году, когда Сюни шёл 11-й год. Из-за слабого здоровья своей матери Поулы Симоны Йоханнесен (в девичестве — Ольсен) Сюни отказался от активной международной карьеры. Помимо футбола он серьёзно занимался гандболом и выступал за клуб «Чальдур». В 2004—2017 годах Сюни носил фамилию Барбоа (фар. Barbá). Закончив футбольную деятельность в 2017 году, Сюни переехал на постоянное место жительства в датский город Эсбьерг и занялся блоггингом.